# Richard Fournaux
Richard Fournaux (Namen, 17 december 1963) is een Belgisch politicus.

## Biografie
Fournaux werd beroepshalve ondernemer. Van 1989 tot 2006 was hij tevens bestuurder van het Middenstandsverbond van de provincie Namen en van 1994 tot 1995 was hij lid van het directiecomité van het Economisch Bureau van de provincie Namen.
Hij begon zijn politieke carrière bij de christendemocratische PSC, vanaf 2002 cdH genaamd. Hij behoorde er tot de conservatieve rechtervleugel, Rassemblement du Centre. Van 1988 tot 1993 was hij voorzitter van de jongerenafdeling binnen de partij, Jeunes PSC. Hij stelde zich in 2003 kandidaat voor het partijvoorzitterschap van het cdH, als concurrent van uittredend voorzitter Joëlle Milquet, maar Milquet slaagde erin om een tweede termijn als voorzitter te veroveren. Uit ontevredenheid met de koers van de partij verliet Fournaux in januari 2004 het cdH en stapte hij over naar de politieke beweging MCC, een onderdeel van de liberale MR.
In oktober 1988 werd Fournaux verkozen tot gemeenteraadslid van Dinant en van januari 1995 tot december 2018 was hij burgemeester van de stad. Na de gemeenteraadsverkiezingen van oktober 2018 belandde hij met zijn lijst in de oppositie, waarna hij ontslag nam uit de gemeenteraad. Ook was hij van 1991 tot 1995 en van 2012 tot 2024 provincieraadslid van Namen. Van december 2018 tot juni 2024 was Fournaux gedeputeerde van de provincie, bevoegd voor onderwijs en hulpverleningszones. Bij de gemeenteraadsverkiezingen van oktober 2024 kwam Fournaux opnieuw op in Dinant en was hij kandidaat-burgemeester. Zijn lijst slaagde erin de absolute meerderheid te behalen en in december 2024 werd hij opnieuw burgemeester van Dinant.
In mei 1995 werd Fournaux verkozen in de Kamer van volksvertegenwoordigers, tot 2003 voor de kieskring Namen-Dinant-Philippeville en vanaf 2003 voor de provinciale kieskring Namen. Hij zetelde er tot aan de verkiezingen van juni 2007 en maakte daarna de overstap naar de Senaat, waar hij tot in juni 2010 als rechtstreeks gekozen senator bleef zetelen. In de Senaat maakte Fournaux deel uit van de commissies Binnenlandse Zaken en Administratieve Aangelegenheden, Financiën en Economische Aangelegenheden en Sociale Aangelegenheden. Bij de verkiezingen van juni 2010 stelde hij zich niet langer kandidaat.
Bij de Waalse verkiezingen van 9 juni 2024 was Fournaux lijsttrekker in de kieskring Dinant-Philippeville. Hij werd verkozen in het Waals Parlement en het Parlement van de Franse Gemeenschap en diende daardoor ontslag te nemen als provinciaal gedeputeerde. In het Parlement van de Franse Gemeenschap werd Fournaux lid van de commissie Cultuur, Permanente Vorming, Internationale Betrekkingen en Algemene Zaken. In december 2024 nam Fournaux ontslag als parlementslid vanwege de decumulregeling in het Waals Parlement, waardoor hij zijn parlementair mandaat niet kon combineren met het burgemeesterschap.
Op 11 mei 2003 werd hij benoemd tot ridder in de Leopoldsorde.